# ОШ „Љупче Николић” Алексинац
ОШ „Љупче Николић” у Алексинцу је једна од установа основног образовања на територији општине Алексинац.

## Историјат школе
Обавезно основно осмогодишње образовање уведено је 1955. године, када је по новом Закону о школству, у Алексинцу школске 1955/1956. године, формирана осморазредна основна школа која је 1959. године добила назив „Љупче Николић”. Ова школа настала је спајањем основне школе која је радила у згради „Смех и суза”, где је било 6 одељења, и свих одељења од првог до четвртог разреда ниже Алексиначке гимназије. Школа је у моменту оснивања имала укупно 18 одељења. У млађим разредима 6 и у старијим 12 одељења.

### Зграда Гимназије
Зграда Гимназије у коју се 1963. године уселила Основна школа „Љупче Николић”, подигнута је на месту где се налазила кућа татар Ристе Прендића. Ова дотрајала зграда током 19. века била је једна од највећих и најлепших у вароши и у њој су се одиграли знаменити догађаји када је Алексинац био погранична варош. У њој се од 1837. до 1855. године налазило седиште курира енглеског конзула у Београду, Хоџеса, господина Шулберта. Татарску службу за господина Шулберта по наредби кнеза Милоша обављао је Риста Прендић. Он је до 1837. године био лични татарин (поштоноша) кнеза Милоша који је пут од Београда до Цариграда превљивао на коњу за 7 дана. Како је у кући татар Ристе, становао енглески курир то је његова кућа прозвана зградом енглеске поште. Године 1871. у њој је отворена прва апотека у Алексинцу. Отворио ју је Аурел Калмар из Бартефелда у Аустро-угарској, 18. јануара 1871. године.
У судбоносним данима Првог српско–турског рата 1876. године у кући Ристе Прендића био је смештен Штаб врховног команданта српске војске, кнеза Милана са начелником Штаба генералом Костом Протићем. За време турске окупације Алексинца од 31. октобра 1876. до 28. фебруара 1877. године у кући татар Ристе, налазио се Штаб турског команданта Ејуб–паше. У Другом српско–турском рату, она је поново све до ослобођења Ниша била седиште Штаба кнеза Милана. Успомену на ове догађаје данас чувају спомен плоча на спољној фасади зграде која говори о отварању прве апотеке у Алексинцу и камен бељекташ, са кога се татар Риста Прендић пео на коња, полазећи на пут.
Зграда Гимназије грађена је у току 1935. и 1936. године по пројекту среског инжењера Милорада Р. Дивца који је истовремено обављао и надзор. По том пројекту зграда је имала 16 учионица, салу за свечаности, родитељске састанке и ђачке приредбе, зборницу за наставнике, канцеларију за директора, канцеларију за секретара, просторију за архиву школе и нешто касније дограђену фискултурну салу. Освећење зграде је извршено на Дан Св. Саве 27. јануара 1937. године. У оваквом облику зграда је дочекала и усељење Основне школе 1963. годне.

## Школа данас
Данас је Основна школа „Љупче Николић“  највећа школа у општини Алексинац, са око 850 ученика и 95 радника. Поред матичне школе у граду, овој школи припадају и издвојена четвороразредна одељења у Вакупу и Краљеву.